# زهرة الجثة

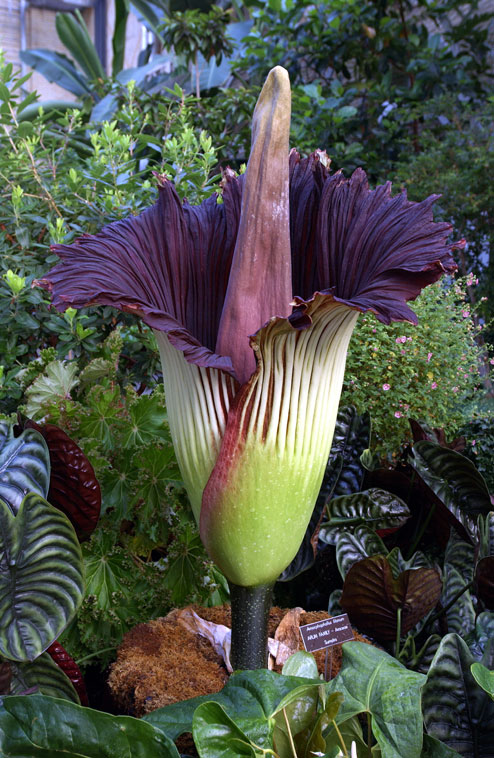
زهرة الجثة

زهرة الجثة (بالإنجليزية: Titan arum)‏ نوع نباتي يتبع الفصيلة القلقاسية وينتج زهرة جميلة المنظر ضخمة جدا، إنها أضخم زهرة في العالم  حيث يصل طولها إلى أكثر من 3 أمتار (10 أقدام تقريبًا). ومع هذا فرائحتها كريهة جدا يشبهها الكثير برائحة اللحم الفاسد؛ لذلك سُميت بزهرة الجثة., أو جيفة حيوان. تنمو هذه الزهرة في غابات سومطرة وهي لا تلجأ إلى ما تفعله الزهور الأخرى التي تخرج رائحة حلوة لجذب الفراشات والنحل لتلقيحها، فزهرة الجثة اختارت أن يلقحها الذباب والخنافس التي تضع بيضها في اللحم الفاسد، لذلك فهي تخرج هذه الرائحة التي تجذب هذه الحشرات.
اكتشفها في العام 1878 العالم ادواردو بكاري، يقول علماء النبات إن سر ارتفاع هذه الزهرة هو أنها مثل المدخنة تخرج هذه الرائحة الكريهة لتصل إلى أبعد مسافة ممكنة وتجذب أكبر قدر من الذباب لتتم عملية التلقيح بكفاءة شديدة.

## النمو
تنمو زهرة أمورفوفالس تيتانيوم في بعض الحدائق النباتية في العالم. وتعتبر عملية إزهارها حدثاً عالمياً نادراً، إذ تزهر مرة ما بين خمس إلى عشر سنوات ليومين فقط. ونظراً لقصر مُدة إزهارها فقد راقب مركز الأبحاث النباتية التجريبية في جامعة كورنيل عملية إزهارها بالكاميرات، كما أتاح لمستخدمي الإنترنت فرصة نادرة لمشاهدتها على مدار الساعة خلال هذين اليومين الفريدين من نوعهما.